# Завод биорафинирования
Завод биорафинирования — это предприятие, использующее процессы и оборудование преобразования биомассы для производства из биомассы топлива, тепловой и электрической энергии, а также продукции с большой добавочной стоимостью, такой как химикаты, целлюлоза, ее производные и бумага. Биорафинирование — устойчивый процесс, который позволяет выделить из биомассы химические компоненты, увеличить их ценность и сократить выбросы парниковых газов.

## Биотоплива
Среди видов биотоплива особого внимания заслуживают биоэтанол и биодизель, в перспективе способные заменить традиционное топливо на основе нефти. При получении моторного топлива важнейшими являются два направления: пиролиз сырья в синтетический газ (H2 и CO, примеси CH4) c каталитическим или энзиматическим преобразованием в жидкое топливо, а в качестве второго технологического варианта — энзиматический гидролиз и ферментация моносахаридов в спирт. Синтетический газ частично или полностью подходит для производства тепловой и электрической энергии или может использоваться в производстве разных химических веществ.

## Биохимикаты
При производстве химикатов из биологического сырья важнейшими являются метанол, этанол, бутанол и получаемые из них продукты. Метанол можно получить при помощи технологии газификации. Используют его, в основном, для производства формальдегида, а также во многих других целях, включая производство моторного топлива. При получении этанола предпочтение отдается технологии энзиматического гидролиза и ферментации. Как из метанола, так и из этанола можно получить олефины для производства полиэтилена и полипропилена. Этанол также может использоваться для получения бутанола.

## Целлюлозный завод
Целлюлозный завод в качестве завода биорафинирования может производить сульфатную целлюлозу для бумажного производства или с использованием предварительного гидролиза высокоочищенную целлюлозу, которая подходит для химической переработки в производные целлюлозы. Важнейшими являются ксантогенат целлюлозы для производства вискозного волокна, ацетилцеллюлоза для производства ацетатного волокна, электроизоляционных материалов и пластмассовых изделий, нитроцеллюлоза для производства лаков, клеев, красок и пороха, а также наноцеллюлоза, которую можно использовать во многих отраслях: от производства бумаги и композитных материалов до медицины, фармацевтики и косметической промышленности. При производстве сульфатной целлюлозы обычными побочными продуктам являются талловое масло (используется в качестве эмульгатора, компонента клеев, при производстве канифоли и т. п.) и скипидар. Из черного щелока сульфатной варки можно выделить лигнин, химическая обработка которого позволяет получить углеродное волокно, моторное топливо, клеящие смолы и химикаты. Технология предварительного гидролиза позволяет получить из содержащихся в гидролизате продуктов распада гемицеллюлозы этанол, бутанол и молочную кислоту. Бутанол может использоваться для изготовления многих промышленных химикатов, из молочной кислоты получают биоразложимые полимеры, а также возможно его применение в фармацевтике, косметической промышленности и пищевой технологии.

## Производство энергии
Производство энергии на заводе биорафинирования может осуществляться на базе синтетического газа. Если же на заводе биорафинирования производят целлюлозу, тепловая и электрическая энергия, получаемые при сжигании черного щелока, заметно превышают внутренние потребности завода, а их излишки можно продавать.